# Heide Boonen
Heide Boonen (Ukkel, 13 december 1966) is een Belgische illustrator en schrijver van kinderboeken.

## Leven
Boonen studeert Animatiefilm aan de Koninklijke Academie voor Schone Kunsten van Gent. Ze plande films te gaan maken, maar gaat schrijven. Het werden verhalen die een plaats krijgen in De Stipkrant, de toenmalige kinderbijlage van De Standaard waar ze ook als vormgever werkt. Via haar echtgenoot Ed Franck, zelf een jeugdauteur, wordt ze ook auteur.

## Werk
In 1996 debuteerde Boonen met Mijn vingers zijn niet lang genoeg over Charlotte die de dood van haar moeder moet verwerken. In dat boek met een opvallende vormgeving lopen twee verhaallijnen door elkaar en vervormt fantasie de realiteit. In 1998 verscheen Anna en Alexander waarin Anna verhuist, haar moeder verliest en haar vriend verdwijnt. "Boonen vat Anna's eenzaamheid in een zintuiglijke, suggestieve en krachtige stijl."
Die stijl is ook terug te vinden in het meermaals bekroonde Duivelshanden, een boek met emotionele diepgang in dagboekvorm waarin langzaam prijsgegeven wordt waarom Manon een meisje uit de klas heeft aangevallen. "Opnieuw schuwt Boonen de sentimentaliteit door korte zinnen te gebruiken die veel ruimte laten voor suggestie."
"Boonen trekt met haar eenvoudige, soms dwingende taal de lezers in het verhaal en dompelt hen onder in het lief en leed van haar personages. Die personages portretteren, laten zien hoe ze zijn en reageren op de dingen die hen overkomen, dát vindt ze belangrijk. Niet wat ze meemaken, maar hoe ze het meemaken, probeert ze te vatten. Lezers krijgen ook volop de kans om zelf te denken, te dromen en te voelen."

## Bekroningen
- 2002: Boekenleeuw voor Duivelshanden

- Digitale Bibliotheek voor de Nederlandse Letteren: boon083
- Gemeinsame Normdatei: 122413695
- International Standard Name Identifier: 0000 0000 2205 5601
- Nederlandse Thesaurus van Auteursnamen: 147980356
- Système universitaire de documentation: 189876506
- Virtual International Authority File: 894788
- WorldCat: E39PBJc7Y6jy3H7kdhVBMVGCQq